# 카르멩 미란다

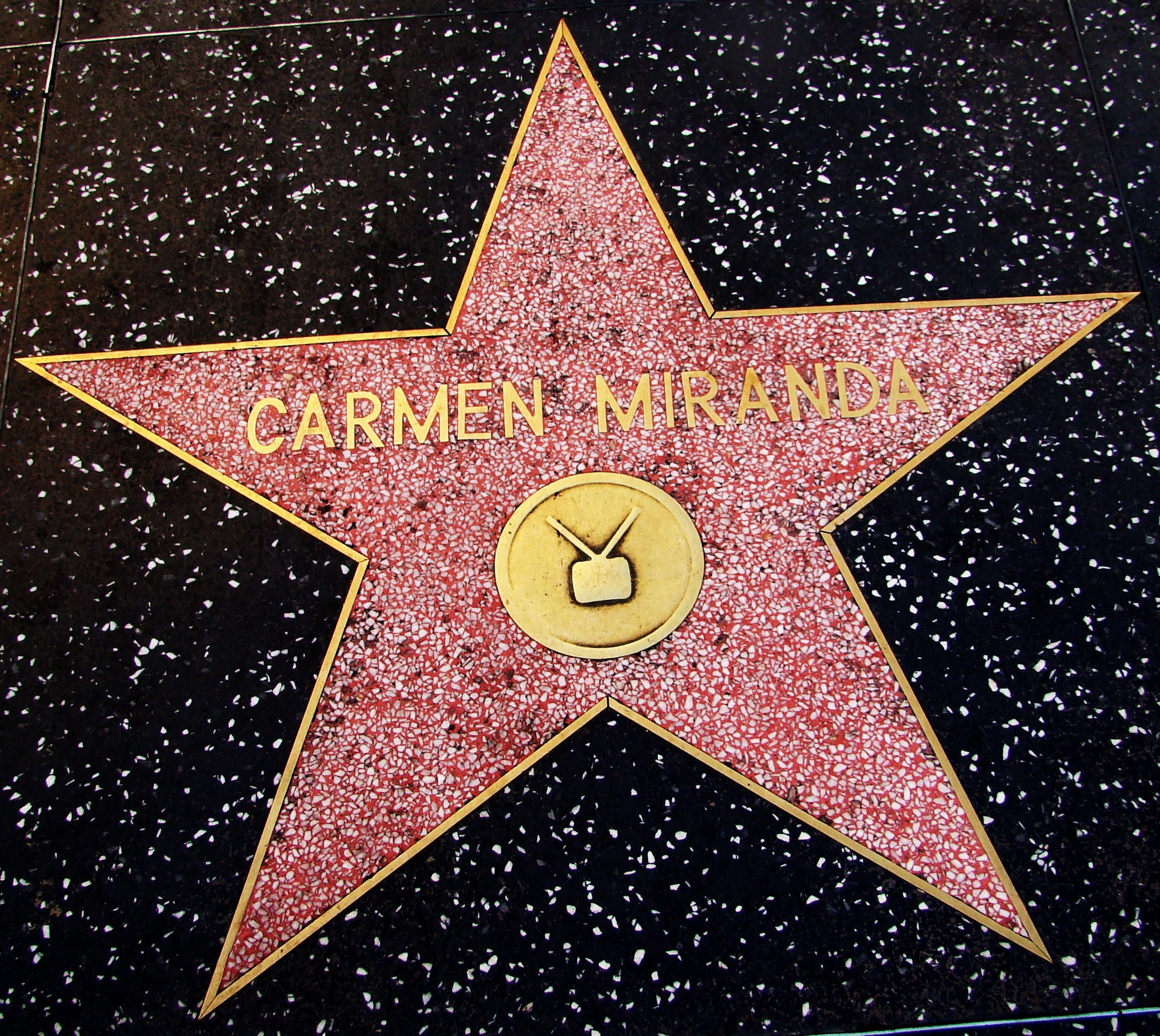
할리우드 명예의 거리

카르멩 미란다(포르투갈어: Carmen Miranda, 1909년 2월 9일 ~ 1955년 8월 5일)는 포르투갈 출생 브라질의 가수, 무용가, 배우이다.

## 출연 작품
- 엔터테인먼트 (1974)
- 스케어드 스티프 (1953)
- 낸시 리오 가다 (1950)
- 주디와 데이트 (1948)
- 코파카바나 (1947)
- 돌 페이스 (1946)
- 3인의 기사 (1944)
- 그리니치 빌리지 (1944)
- 썸딩 포 더 보이즈 (1944)
- 포 질스 인 어 지프 (1944)
- 갱스 올 히어 (1943)
- 스프링타임 인 더 록키스 (1942)
- 위크-엔드 인 하바나 (1941)
- 댓 나잇 인 리오 (1941)
- 다운 아젠틴 웨이 (1940)